# Charles Philibert de Lasteyrie du Saillant

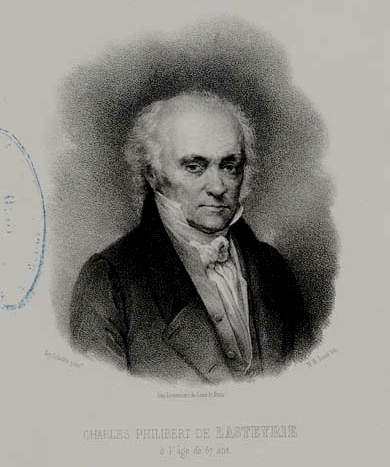
Charles Philibert de Lasteyrie du Saillant

Charles Philibert de Lasteyrie du Saillant, född 4 november 1759, död 3 november 1849, var en fransk greve och lanthushållare.
Lasteyrie du Saillant var släkt med Gilbert du Motier, markis av Lafayette och delade dennes politiska åsikter. Han skrev flera förtjänstfulla arbeten i lanthushållning samt ivrade för litografins utveckling och för spridningen av Jean Joseph Jacotots undervisningsmetod. Han invaldes 1813 som utländsk ledamot av Vetenskapsakademien i Stockholm.